# しあわせのうた
『しあわせのうた』は、1984年12月21日に発売された榊原郁恵の35枚目のシングル。NHKの音楽番組『みんなのうた』で使用された楽曲。

## 概要
- 東・西・南・北と、様々なところで住む人の幸せと、その理由を歌った楽曲。
- 『みんなのうた』では、1984年10月に初紹介された。榊原は1978年12月から1979年1月放送の「ホロスコープ〜あなたの星座〜」に次いで、2回目の『みんなのうた』出演となった。映像はアニメで、「ホロスコープ」をとこいった名義で手がけた堀口忠彦が、そのままの名前で担当した。原始時代の家族を主人公にしている。
- 初放送後は何度も再放送され、また2011年1月1日放送のスペシャル（司会：井上順、ベッキー）でも、ゲスト出演した榊原の目の前で放送された。さらに榊原所属の日本コロムビアから発売された『みんなのうた』関連のCDにも収録されているが、収録されたものにはTVでは未放送の「生きていること」の幸せについて歌った5番が存在する。

## 収録曲
- 全曲編曲：高井達雄

1. しあわせのうた
作詞：木下龍太郎／作曲：高井達雄
※NHKの音楽番組『みんなのうた』使用楽曲。
2. ね、この子
作詞：青井陽治／作曲：チト河内
※NHKのテレビ人形劇『ひげよさらば』挿入歌。

## 再放送
本曲は『みんなのうた』の放送楽曲の中でもとりわけ再放送が多く、1984年から1993年まで毎年再放送が行われた。特に1991年度と1993年度においては2回再放送が行われている。また1988年4-5月、1991年4-5月、1993年4-5月の再放送ではいずれも「天使の羽のマーチ」（初回放送：1984年8-9月）とのカップリングで放送されている。
▲マークはラジオのみ
- 1984年12月 - 1985年1月
- 1985年10月 - 11月
- 1986年4月 - 5月
- 1987年4月 - 5月
- 1988年4月 - 5月
- 1989年4月 - 5月
- 1990年8月 - 9月
- 1991年4月 - 5月
- 1992年2月 - 3月
- 1992年8月 - 9月▲
- 1993年4月 - 5月
- 1993年12月 - 1994年1月
- 1996年2月 - 3月▲
- 2000年12月 - 2001年1月
- 2007年12月 - 2008年1月
- 2013年4月 - 5月
- 2018年2月9日・3月9日（リクエスト）
- 2023年10月 - 11月

## カバー
しあわせのうた
- 芹洋子 - キングレコード版カバー。1985年。シングル（K07S-10062）。B面曲は「赤い糸」。
- 岡崎裕美 - アポロン音楽工業版カバー。1992年発売「NHK みんなのうた」（APCF-9033）等に収録